# كرزيسزتوف كوتوروفسكي
كرزيسزتوف كوتوروفسكي (بالبولندية: Krzysztof Kotorowski) (12 سبتمبر 1976 ببوزنان في بولندا - ) هو لاعب كرة قدم بولندي في مركز حراسة المرمى. لعب مع لخ بوزنان ونادي بنفيكا ودايسكوبوليا غرودجيسك ويلكوبولسكي وأولمبيا بوزنان وبلكيتني ستارغارد ‏.

## وصلات خارجية
- كرزيسزتوف كوتوروفسكي على موقع قاعدة بيانات كرة القدم.إي يو (الإنجليزية)
- كرزيسزتوف كوتوروفسكي على موقع Soccerway.com (الإنجليزية)
- كرزيسزتوف كوتوروفسكي على موقع عالم كرة القدم.نت (الإنجليزية)
- كرزيسزتوف كوتوروفسكي على موقع AS.com (الإسبانية)